# Lou Laurin-Lam
Lou Laurin-Lam, ursprungligen Louise Laurin, född 6 maj 1934 i Falun, död 29 juli 2012 i Azay-sur-Cher i Frankrike, var en svensk-fransk målare.
Lou Laurin föddes i närheten av Önsbacken strax utanför Falun. Hon var sondotter till Carl Gustaf Laurin. Hon flyttade till Stockholm som ung och studerade konst, och flyttade som 19-åring permanent till Paris. Hon var gift med Wifredo Lam och har tre barn med honom.